# 소련의 상훈
소련의 상훈은 칭호(러시아어: Звание, 영어: Title)와 훈장(러시아어: Орден, 영어: Order)과 포장(러시아어: Медаль, 영어: Medal)로 나뉜다.
칭호는 가장 높은 훈격으로, 3개의 영웅칭호와 9개의 영예칭호, 5개의 인민칭호가 있다. 훈장은 포괄적인 공적 분야(군사, 민사, 과학, 노동 등)에 대해 수여되고, 포장은 각 분야에서 구체적으로 어떤 일을 했다는 점에 대하여 수여된다. 대개 분야별 훈장과 사안별 포장이 함께 수여되지만 둘 중 한 쪽만 수여되기도 한다. 훈격은 훈장이 포장보다 높다.
칭호는 수장(가슴에 매달아 패용)만 존재하고 약장이 존재하지 않는다. 군사훈장은 수장 또는 부장(가슴에 뱃지 형태로 직접 꽂아 패용) 형태에 약장이 존재하고, 민사훈장과 포장들은 모두 수장 형태이며 약장이 존재한다.
| 칭호                       | 칭호 | 칭호                               | 칭호 | 칭호                                                        |
| -------------------------- | --- | ---------------------------------- | --- | ----------------------------------------------------------- |
| 수장                       | 이름 | 제정 일자                          | 설명 | 수훈자                                                      |
| 영웅칭호                   | |                                    | |                                                             |
|                            | 소비에트 연방영웅 Герой Советского Союза 게로이 사볘츠코고 소유자[*] | 1934년 4월 16일                    | 영웅적 행위를 한 소련 민간인 및 군인들에게 주어지는 최고위 칭호. | 12,755인 (2회 수훈자 101인, 3회 수훈자 3인, 4회 수훈자 2인) |
|                            | 사회주의 노동영웅 Герой Социалистического Труда 게로이 소치알리스티체스코고 트루다[*] | 1938년 12월 27일                   | 국가 경제와 문화에 있어 특출난 성과를 거둔 자에게 수여되는 칭호. | 20,812인                                                    |
| Order "Mother Heroine"     | "모성영웅" «Мать-героиня» 마트게로이냐[*] | 1944년 7월 8일                     | 10명 이상의 아이를 낳고 길러낸 모든 어머니들에게 수여. 열째 아이의 첫 번째 생일날 수여된다. 이때 다른 아홉 아이들(친자식도 되고 입양아도 됨)은 생존 중이어야 한다. 아이가 영웅적인 이유로 희생되었을 경우에도 살아 있는 것으로 쳐 준다. | 454,142인                                                   |
| 영예칭호                   | |                                    | |                                                             |
|                            | 소련 영예시험비행사 Заслуженный лётчик-испытатель СССР 자클루제니 레트치크 이스피타텔 에스에스에스에르[*] | 1958년 8월 14일                    | 소련 방위성이나 민간 항공산업체의 군사 및 민사 조종사들로서, 여러 해에 걸쳐 새로운 항공 기술의 실험에 참여해 온 이에게 수여. |                                                             |
|                            | 소련 영예시험항법사 Заслуженный штурман-испытатель СССР 자클루제니 슈투르만 이스피타텔 에스에스에스에르[*] | 1958년 8월 14일                    | 소련 방위성이나 민간 항공산업체의 군사 및 민사 조종사로서, 여러 해에 걸쳐 새로운 항법 기술의 실험에 참여해 온 이에게 수여. |                                                             |
|                            | 소련 조종사-우주비행사 Лётчик-космонавт СССР 레트치크 코스모납트 에스에스에스에르[*] | 1961년 4월 14일                    | 우주비행에서 탁월한 공적을 세운 이에게 최고 소비에트 상무회의 이름으로 수여 | 72인                                                        |
|                            | 소련 영예군사조종사 Заслуженный военный лётчик СССР 자클루제니 보에니 료트치크 에스에스에스에르[*] | 1965년 1월 26일                    | 군부대, 군사기관, 군사학교, 군조직 등 군사 및 연방 당국 소속자로서 1급 군사조종사 또는 1급 군사조종교관 자격을 취득한 이 중에 항공 기술의 발달에 탁월한 업적을 세우고 항공 인력의 교육 및 훈련에 힘쓰고 장기간 무사고 군사비행을 한 이에게 수여. |                                                             |
|                            | 소련 영예군사항법사 Заслуженный военный штурман СССР 자클루제니 보에니 슈투르만 에스에스에스에르[*] | 1965년 1월 26일                    | 군부대, 군사기관, 군사학교, 군조직 등 군사 및 연방 당국 소속자로서 1급 군사항법사 또는 1급 군사항법교관 자격을 취득한 이 중에 항공 기술의 발달에 탁월한 업적을 세우고 항공 인력의 교육 및 훈련에 힘쓰고 장기간 무사고 군사비행을 한 이에게 수여. |                                                             |
|                            | 소련 영예조종사 Заслуженный пилот СССР 자클루제니 필로트 에스에스에스에르[*] | 1965년 9월 30일                    | 1급 민간조종사 자격 취득자로서 진보한 조종 기술과 비행 인력에 대한 최고급 교육과 훈련, 국가경제를 위한 비행에서 장기간 무사고 등 근현대 항공기 개발에 특별한 공훈을 달성한 이에게 수여. |                                                             |
|                            | 소련 영예항법사 Заслуженный штурман СССР 자클루제니 슈투르만 에스에스에스에르[*] | 1965년 9월 30일                    | 1급 민간항법사 자격 취득자로서 진보한 항법 기술과 비행 인력에 대한 최고급 교육과 훈련, 국가경제를 위한 비행에서 장기간 무사고 등 근현대 항공기 개발에 특별한 공훈을 달성한 이에게 수여. |                                                             |
|                            | 소련 영예발명가 Заслуженный изобретатель СССР 자클루제니 이조브레타텔 에스에스에스에르[*] | 1981년 12월 28일                   | 혁신적 제안을 한 이에게 수여 |                                                             |
|                            | 소련 영예헌혈자 |                                    | |                                                             |
| 인민칭호                   | |                                    | |                                                             |
|                            | 소련 인민의료인 Народный врач СССР | 1977년 10월 25일                   | 공공보건에 상당한 기여를 한 이에게 수여. |                                                             |
|                            | 소련 인민건축가 Народный архитектор СССР | 1967년 8월 12일                    | 도시계획에 놀라운 결과를 발휘하거나 중요한 건물을 설계한 이에게 수여. |                                                             |
|                            | 소련 인민교육자 Народный учитель СССР | 1977년 12월 30일                   | 국가 교육 체계에 큰 기여, 특히 아동과 청소년에게 공산주의를 가르치는 데 큰 기여를 한 이에게 수여. |                                                             |
|                            | 소련 인민예술가 Народный артист СССР | 1937년 1월 13일                    | 공연 예술에 탁월한 성과를 이룬 이에게 수여. |                                                             |
|                            | 소련 인민미술가 Народный художник СССР | 1943년 7월 16일                    | 회화, 조각, 소묘, 사진 등 시각예술 분야에서 탁월한 성과를 이룬 이에게 수여. |                                                             |
| 훈장                       | |                                    | |                                                             |
| 소수/부장 및 약장          | 이름 | 제정 일자                          | 설명 | 수훈자                                                      |
| 민군 공용훈장              | |                                    | |                                                             |
|                            | 레닌 훈장 Орден Ленина 오르덴 레니나[*] | 1930년 4월 6일                     | 최고 등급 민사훈장. 조국의 방위, 평화의 증진, 노동의 강화에 기여한 민간인 및 군인에게 수여. 1930년-1934년에는 은제, 1934년-1936년에는 금제, 1936년-1991년에는 백금제로 주조. 소비에트 연방영웅 또는 사회주의 노동영웅 칭호를 받을 시 레닌 훈장도 함께 수여된다. | 462,184인                                                   |
|                            | 10월 혁명 훈장 Орден «Октябрьской Революции» 오르덴 옥트챠브르스코이 레볼류치[*] | 1967년 10월 31일                   | 10월 혁명 50주년에 제정됨. 공산주의의 확산에 기여하거나 소련의 방위에 기여한 개인 또는 단체에게 수여됨. | 106,462인                                                   |
|                            | 인민우애훈장 Орден Дружбы народов 오르덴 드루즈비 나로도프[*] | 1972년 10월 17일                   | 소비에트 연방의 경제, 정치, 과학, 군사, 문화적 발전을 위해 인종간 국제적 우애와 협력에 앞장선 소련의 개인, 조직, 업체, 군부대, 행정부서에 수여. | 77,719인                                                    |
| 군사훈장                   | |                                    | |                                                             |
| Order of Victory           | 전승훈장 Орден «Победа» 오르덴 포베다[*] | 1943년 11월 8일                    | 군사훈장 중 훈격이 가장 높으며, 수훈자도 세계에서 손에 꼽을 만큼 지극히 희소하다. 1943년 제정되어 “붉은 군대의 급진적 전황 반전에 기여한 하나 또는 그 이상의 전선에서의 성공적 작전”을 수행한 장성 및 원수들만들 수훈 대상으로 정했다. 바디는 백금으로 만들었고 루비로 붉은 색을 냈으며 금강석 150개를 박아넣었다. 가운데 휘장의 배경에는 모스크바 크렘린의 스파스카야 탑이, 전경에는 레닌 영묘가 그려져 있다. | 20인                                                        |
|                            | 적기훈장 Орден Крaсного Знамени 오르덴 크라스노고 즈나메니[*] | 1918년 9월 16일 --- 1924년 8월 1일 | 특수한 훈장인 승리훈장을 제외하면 실질적으로 가장 높은 군사훈장으로 여겨진다. 레닌 훈장이 제정되기 전까지는 소련에서 훈격이 가장 높은 훈장이었으며 사실상 유일한 군사훈장이었다. 대부분의 유명한 소련군 관련자들은 거의 모두 적기훈장 수훈자이다. 초기에는 부장 형태였고, 1943년 이후로는 수장 형태였다. | 581,300인                                                   |
|                            | 적성훈장 Орден Красной Звезды 오르덴 크라스노이 즈베즈디[*] | 1930년 4월 6일                     | 적성훈장은 전시 또는 평화시에 소련의 국방에 특출한 기여를 한 육군 및 해군 군인에게 수여되었다. 근속상이 따로 제정되기 전까지는 15년 근속상으로도 기능했다. | 3,876,740인                                                 |
|                            | 1급 조국전쟁 훈장 Орден Отечественной войны первой степени 오르덴 오테체스트베노이 보즈니 페르보이 스테페니[*] | 1942년 5월 20일                    | 조국전쟁 훈장은 독소전쟁(러시아측 명칭 "대조국전쟁")에서 영웅적 기여를 한 모든 소련군 군인, 보안대원, 유격대원들에게 수여되었다. 1985년 대조국전쟁 40주기 기념식에서 그때까지 살아있던 모든 독소전쟁 참전 군인들에게 2급 또는 1급 조국전쟁 훈장이 수여되었다. | 2,627,899인                                                 |
|                            | 2급 조국전쟁 훈장 Орден Отечественной Войны второй степени 오르덴 오테체스트베노이 보이니 브토로이 스테페니[*] | 1942년 5월 20일                    | 조국전쟁 훈장은 독소전쟁(러시아측 명칭 "대조국전쟁")에서 영웅적 기여를 한 모든 소련군 군인, 보안대원, 유격대원들에게 수여되었다. 1985년 대조국전쟁 40주기 기념식에서 그때까지 살아있던 모든 독소전쟁 참전 군인들에게 2급 또는 1급 조국전쟁 훈장이 수여되었다. | 6,716,384인                                                 |
|                            | 알렉산드르 넵스키 훈장 Орден Александра Невского 오르덴 알렉산드라 넵스코보[*] | 1942년 7월 29일                    | 용기와 단호한 지도력을 나타낸 육군 장교에게 수여되었다. | 50,585인                                                    |
|                            | 1급 수보로프 훈장 Орден Суворова первой степени 오르덴 수보로바 페르보이 스테페니[*] | 1942년 7월 29일                    | 특출난 전투작전 지휘를 한 야전군사령관에게 수여되었다. | 393인                                                       |
|                            | 2급 수보로프 훈장 Орден Суворова второй степени 오르덴 수보로바 브토로이 스테페니[*] | 1942년 7월 29일                    | 수적으로 열세인 상황에서 결정적 승리를 거둔 군단장, 사단장, 여단장에게 수여되었다. | 2,862인                                                     |
|                            | 3급 수보로프 훈장 Орден Суворова третьей степени 오르덴 수보로바 트레테이 스테페니[*] | 1942년 7월 29일                    | 뛰어난 지도력으로 전투 승리에 기여한 연대장, 대대장, 중대장, 참모장에게 수여되었다. | 4,012인                                                     |
|                            | 1급 쿠투조프 훈장 Орден Кутузова первой степени 오르덴 쿠투조바 페르보이 스테페니[*] | 1942년 7월 29일                    | 적의 공격을 성공적으로 방어하고 역공한 전선군사령관 및 야전군사령관에게 수여되었다. | 669인                                                       |
|                            | 2급 쿠투조프 훈장 Орден Кутузова второй степени 오르덴 쿠투조바 브토로즈 스테페니[*] | 1942년 7월 29일                    | 적의 공격을 성공적으로 방어하고 역공한 군단장, 사단장, 여단장에게 수여되었다. | 3,325인                                                     |
|                            | 3급 쿠투조프 훈장 Орден Кутузова третьей степени 오르덴 쿠투조바 트레테이 스테페니[*] | 1943년 2월 8일                     | 적의 공격을 성공적으로 방어하고 역공한 연대장, 대대장, 중대장, 참모장에게 수여되었다. | 3,328인                                                     |
|                            | 1급 보그단 흐멜니츠키 훈장 Орден Богдана Хмельницкого первой степени 오르덴 보그다나 흐멜니츠코보 페르보이 스테페니[*] | 1943년 10월 10일                   | 적에게 큰 출혈을 가하면서 한 지역이나 도시를 해방시킨 작전을 이끈 전선군사령관 및 야전군사령관에게 수여되었다. | 323인                                                       |
|                            | 2급 보그단 흐멜니츠키 훈장 Орден Богдана Хмельницкого второй степени 오르덴 보그다나 흐멜니츠코보 브토로이 스테페니[*] | 1943년 10월 10일                   | 적의 방어전선을 돌파하거나 적 후방에 타격을 가한 군단장, 사단장, 여단장, 대대장에게 수여되었다. | 2,389인                                                     |
|                            | 3급 보그단 흐멜니츠키 훈장 Орден Богдана Хмельницкого третьей степени 오르덴 보그다나 흐멜니츠코보 트레테이 스테페니[*] | 1943년 10월 10일                   | 뛰어난 용맹과 임기응변으로 전투의 승리에 기여한 육군 하급장교, 유격대장, 부사관, 사병에게 수여되었다. | 5,738인                                                     |
|                            | 1급 영광훈장 Орден Славы первой степени 오르덴 슬라비 페르보이 스테페니[*] | 1943년 11월 8일                    | 영광훈장은 제정 시기의 스뱌토고 게오르기 훈장을 모델로, 적에 맞서 용맹을 발휘한 육군 부사관 및 병사, 공군 위관에게 수여되었다. 우선 3급을 수여받고, 추가적으로 용맹을 발휘했을 때마다 2급, 1급을 수여받아 승격되었다. | 2,620인                                                     |
|                            | 2급 영광훈장 Орден Славы второй степени 오르덴 슬라비 브토로이 스테페니[*] | 1943년 11월 8일                    | 영광훈장은 제정 시기의 스뱌토고 게오르기 훈장을 모델로, 적에 맞서 용맹을 발휘한 육군 부사관 및 병사, 공군 위관에게 수여되었다. 우선 3급을 수여받고, 추가적으로 용맹을 발휘했을 때마다 2급, 1급을 수여받아 승격되었다. | 46,473인                                                    |
|                            | 3급 영광훈장 Орден Славы третьей степени 오르덴 슬라비 트레테이 스테페니[*] | 1943년 11월 8일                    | 영광훈장은 제정 시기의 스뱌토고 게오르기 훈장을 모델로, 적에 맞서 용맹을 발휘한 육군 부사관 및 병사, 공군 위관에게 수여되었다. 우선 3급을 수여받고, 추가적으로 용맹을 발휘했을 때마다 2급, 1급을 수여받아 승격되었다. | 997,815인                                                   |
|                            | 1급 우샤코프 훈장 Орден Ушакова первой степени 오르덴 우샤코바 페르보이 스테페니[*] | 1944년 3월 3일                     | 해군 작전을 계획하고 수행하는 데 있어 탁월한 성취를 나타내고 그러한 작전으로부터 전투 승리를 이끌어낸 해군 장교에게 수여되었다. | 47인                                                        |
|                            | 2급 우샤코프 훈장 Орден Ушакова второй степени 오르덴 우샤코바 브토로이 스테페니[*] | 1944년 3월 3일                     | 수적으로 우세한 적을 상대하는 해전에서 적 다수를 섬멸하는 성과를 얻을 수 있는 지휘와 계획을 이끌어낸 해군 장교에게 수여되었다. | 198인                                                       |
|                            | 1급 나히모프 훈장 Орден Нахимова первой степени 오르덴 나히모바 페르보이 스테페니[*] | 1944년 3월 3일                     | 작전 계획과 실행을 탁월하게 해낸 해군 장교에게 수여되었다. | 80인                                                        |
|                            | 2급 나히모프 훈장 Орден Нахимова второй степени 오르덴 나히모바 프토로이 스테페니[*] | 1944년 3월 3일                     | 작전 계획과 실행을 탁월하게 해낸 해군 장교에게 수여되었다. | 467인                                                       |
|                            | 1급 소련군 국토복무훈장 Орден «За службу Родине в Вооружённых Силах СССР» первой степени 오르덴 자 슬루즈부 로디네 브 보루존니흐 실라흐 에스에스에스에르 페르보이 스테페니[*] | 1974년 10월 28일                   | 전시와 평시를 막론하고, 모범적인 군 복무를 한 사람에게 수여되었다. 처음에는 3급 훈장을 받고, 이후 공적이 더해질 때마다 2급, 1급 훈장을 받았다. 민사훈장인 노동영광훈장을 모델로 만들어졌으며, 노동영광훈장과 마찬가지로 수훈자에게는 소정의 물질적 보상이 주어졌다. | 13                                                          |
|                            | 2급 소련군 국토복무훈장 Орден «За службу Родине в Вооружённых Силах СССР» второй степени 오르덴 자 슬루즈부 로디네 브 보루존니흐 실라흐 에스에스에스에르 브토로이 스테페니[*] | 1974년 10월 28일                   | 전시와 평시를 막론하고, 모범적인 군 복무를 한 사람에게 수여되었다. 처음에는 3급 훈장을 받고, 이후 공적이 더해질 때마다 2급, 1급 훈장을 받았다. 민사훈장인 노동영광훈장을 모델로 만들어졌으며, 노동영광훈장과 마찬가지로 수훈자에게는 소정의 물질적 보상이 주어졌다. | 589인                                                       |
|                            | 3급 소련군 국토복무훈장 Орден «За службу Родине в Вооружённых Силах СССР» третьей степени 오르덴 자 슬루즈부 로디네 브 보루존니흐 실라흐 에스에스에스에르 트레테이 스테페니[*] | 1974년 10월 28일                   | 전시와 평시를 막론하고, 모범적인 군 복무를 한 사람에게 수여되었다. 처음에는 3급 훈장을 받고, 이후 공적이 더해질 때마다 2급, 1급 훈장을 받았다. 민사훈장인 노동영광훈장을 모델로 만들어졌으며, 노동영광훈장과 마찬가지로 수훈자에게는 소정의 물질적 보상이 주어졌다. | 69,576인                                                    |
| 민사훈장                   | |                                    | |                                                             |
|                            | 노동적기훈장 Орден Трудового Красного Знамени 오르덴 트루도보보 크라스노보 즈나메니[*] | 1928년 9월 7일                     | 군사훈장인 적기훈장의 민사훈장 대응물로서 제정. 탁월한 노동 업적을 성취한 이에게 수여되었다. | 1,259,942인                                                 |
|                            | 영예휘장훈장 Орден «Знак Почета» 오르덴 즈나크 포체타[*] | 1935년 11월 25일                   | “생산, 과학연구, 사회문화 및 기타 사회활동에 탁월한 업적”을 이룬 소련 시민에게 수여되었다. 1988년 영예훈장으로 대체되었는데, 이름만 바뀌고 훈장 모양은 거의 같았다. 소련 해체 이후 러시아 연방의 영예훈장으로 계승된다. | 1,574,368인                                                 |
|                            | 1급 모성영광훈장 Орден «Материнская слава» I степени 오르덴 마테린스카야 슬라바 페르보이 스테페니[*] | 1944년 7월 8일                     | 아이 9명을 낳고 길러낸 모든 어머니에게 수여. 9째 아이의 첫 번째 생일날 수여되었다. 이때 다른 여덟 아이들(친자식도 되고 입양아도 됨)은 생존 중이어야 한다. 아이가 영웅적인 이유로 희생되었을 경우에도 살아 있는 것으로 쳐 준다. | 881,070인                                                   |
|                            | 2급 모성영광훈장 Орден «Материнская слава» II степени 오르덴 마테린스카야 슬라바 브토로이 스테페니[*] | 1944년 7월 8일                     | 아이 8명을 낳고 길러낸 모든 어머니에게 수여. 8째 아이의 첫 번째 생일날 수여되었다. 이때 다른 일곱 아이들(친자식도 되고 입양아도 됨)은 생존 중이어야 한다. 아이가 영웅적인 이유로 희생되었을 경우에도 살아 있는 것으로 쳐 준다. | 1,697,223인                                                 |
|                            | 3급 모성영광훈장 Орден «Материнская слава» III степени 오르덴 마테린스카야 슬라바 트레테이 스테페니[*] | 1944년 7월 8일                     | 아이 7명을 낳고 길러낸 모든 어머니에게 수여. 7째 아이의 첫 번째 생일날 수여되었다. 이때 다른 여섯 아이들(친자식도 되고 입양아도 됨)은 생존 중이어야 한다. 아이가 영웅적인 이유로 희생되었을 경우에도 살아 있는 것으로 쳐 준다. | 3,083,328인                                                 |
|                            | 1급 노동영광훈장 Орден Трудовой Славы первой степени 오르덴 트루도보이 슬라비 페르보이 스테페니[*] | 1974년 1월 18일                    | 군사훈장인 영광훈장의 민사훈장 대응물로서 제정. 우수한 육체노동 성과를 이룬 이에게 수여되었다. 영광훈장과 마찬가지로 3개 등급으로 나뉘었고, 처음에 3등급을 수여받고 공로가 추가될 때마다 2급, 1급을 추가 수훈받았다. 수훈자에게는 연금 액수 증액, 대중교통 무료 이용 등의 특혜가 주어졌다. | 952인                                                       |
|                            | 2급 노동영광훈장 Орден Трудовой Славы второй степени 오르덴 트루도보이 슬라비 브토로이 스테페니[*] | 1974년 1월 18일                    | 군사훈장인 영광훈장의 민사훈장 대응물로서 제정. 우수한 육체노동 성과를 이룬 이에게 수여되었다. 영광훈장과 마찬가지로 3개 등급으로 나뉘었고, 처음에 3등급을 수여받고 공로가 추가될 때마다 2급, 1급을 추가 수훈받았다. 수훈자에게는 연금 액수 증액, 대중교통 무료 이용 등의 특혜가 주어졌다. | 45,197인                                                    |
|                            | 3급 노동영광훈장 Орден Трудовой Славы третьей степени 오르덴 트루도보이 슬라비 트레테이 스테페니[*] | 1974년 1월 18일                    | 군사훈장인 영광훈장의 민사훈장 대응물로서 제정. 우수한 육체노동 성과를 이룬 이에게 수여되었다. 영광훈장과 마찬가지로 3개 등급으로 나뉘었고, 처음에 3등급을 수여받고 공로가 추가될 때마다 2급, 1급을 추가 수훈받았다. 수훈자에게는 연금 액수 증액, 대중교통 무료 이용 등의 특혜가 주어졌다. | 637,816인                                                   |
|                            | 용감개인훈장 Орден «За личное мужество» 오르덴 자 리츠노에 무제스트보[*] | 1988년 12월 28일                   | 인명구조, 공공질서 유지, 국유재산 보호, 범죄 예방, 재난 대처 등의 상황에서 탁월한 개인적 용기와 용맹을 보여준 모든 소련 시민에게 수여되었다. | 529인                                                       |
| 포장                       | |                                    | |                                                             |
| 수장 및 약장               | 이름 | 제정 일자                          | 설명 | 수훈자                                                      |
| 군사포장                   | |                                    | |                                                             |
|                            | 용감포장]] Медаль «За отвагу» 메달 자 오트바구[*] | 1938년 10월 17일                   | 전투 시 용맹을 뽐내거나, 국토 방위에 있어 목숨이 위험한 상황에 처할 정도로 분투한 이에게 수여된다. | 4,569,893인                                                 |
|                            | 전공포장 Медаль «За боевые заслуги» 메달 자 보에브예 자슬루기[*] | 1938년 10월 17일                   | 군사적 성공을 이끌어낸 전투행동, 용맹한 국경방어, 성공적인 군사적 정치적 훈련 및 준비 등을 사유로 수여되었다. 근속상이 제정되기 전에는 10년 근속상의 기능도 했다. | 5,210,078인                                                 |
|                            | 1급 조국전쟁 유격대포장 Медаль «Партизану Отечественной войны» I степени 메달 파르티자누 오테체스트베노이 보이니 페르보이 스테페니[*] | 1943년 2월 2일                     | 대조국전쟁 당시 유격대원으로 참여하거나 유격대 조직가로서 점령군에 대한 저항운동을 용감하고 용맹하게 수행한 이에게 수여. | 56,883인                                                    |
|                            | 2급 조국전쟁 유격대포장 Медаль «Партизану Отечественной войны» II степени 메달 파르티자누 오테체스트베노이 보이니 브토로이 스테페니[*] | 1943년 2월 2일                     | 대조국전쟁 당시 유격대원으로 참여하거나 유격대 조직가로서 점령군에 대한 저항운동을 용감하고 용맹하게 수행한 이에게 수여. | 70,992인                                                    |
|                            | 우샤코프 포장 Медаль Ушакова 메달 우샤코바[*] | 1944년 3월 3일                     | 전시와 평시를 막론하고, 군사작전, 국경순찰 등 군무에 있어 목숨이 위험할 정도의 용맹과 용기를 발휘한 해군 장교 및 병사에게 수여되었다. 1980년 이전에는 전시에만 수여되었는데, 1980년 이후 평시도 수여 기간에 포함된 것은 이 시기 전쟁 양상의 변화를 짐작케 한다. | 15,641인                                                    |
|                            | 나히모프 포장 Медаль Нахимова 메달 나히모바[*] | 1944년 3월 3일                     | 해군 복무자로서 해전에서 용맹과 의협을 발휘한 이, 또 해군 복무자가 아닐 경우 목숨이 위험할 정도의 희생으로 다대한 효율을 가능케 한 활동을 하여 소련 해군이 관련된 전투임무의 성공적 경과에 기여한 이에게 수여. | 14,020인                                                    |
|                            | 소련 국경경비 탁월포장 Медаль «За отличие в охране государственной границы СССР» 메달 자 오틀리치에 브 오흐라네 고수다르스트베노이 그라니치 에스에스에스에르[*] | 1950년 7월 13일                    | 국가보안위원회(KGB) 소속 국경부대 대원으로서, 국경경비에 탁월한 능력을 나타낸 이에게 수여. | 67,520여인                                                  |
|                            | 공공질서수호 탁월포장 Медаль «За отличную службу по охране общественного порядка» 메달 자 오틀리츠누유 슬루즈부 포 오흐라네 옵셰스트베노보 포랴드카[*] | 1950년 11월 1일                    | 내무성(MVD) 소속 내무군 대원으로서, 공공질서 유지 등에 관하여 밀리치야(경찰)을 돕고, 범죄자 체포 등의 활동에서 용맹을 나타낸 자, 범죄와의 싸움에서 경찰과의 공조가 탁월한 자, 깡피, 주폭, 도둑 등을 막음에 있어 자기희생을 발희한 자 등에게 수여. | c. 47,000인                                                 |
|                            | 1급 군복무 탁월포장 Медаль «За отличие в воинской службе» I степени 메달 자 오틀리치에 브 보인스코이 슬루즈베 페르보이 스테페니[*] | 1974년 10월 28일                   | 소련 육군, 해군, 국경부대, 내무군 소속 군인으로서, 전투 및 정치 훈련에서 탁월한 재능을 발휘한 이, 군복무 중 용맹, 자기희생을 비롯한 미덕을 발휘한 이에게 수여. | 20,000여인                                                  |
|                            | 2급 군복무 탁월포장 Медаль «За Отличие В Воинской Службе» II степени 메달 자 오틀리치에 브 보인스코이 슬루즈베 브토로이 스테페니[*] | 1974년 10월 28일                   | 소련 육군, 해군, 국경부대, 내무군 소속 군인으로서, 전투 및 정치 훈련에서 탁월한 재능을 발휘한 이, 군복무 중 용맹, 자기희생을 비롯한 미덕을 발휘한 이에게 수여. | 120,000여인                                                 |
|                            | 군사우애강화포장 Медаль «За укрепление боевого содружества» 메달 자 우크레플레니에 보에보보 소드루제스트바[*] | 1979년 5월 25일                    | 소련 군인이나 공무원, 또는 바르샤바 조약기구 가맹국을 비롯한 다른 사회주의 국가의 시민 중에서, 사회주의 형제 국가 사이의 군사협력적 우애을 강화하는 데 기여한 이들에게 수여되었다. | 20,000여인                                                  |
|                            | 1급 무결복무포장 Медаль «За безупречную службу» первой степени 메달 자 베주프레츠누유 슬루즈부 페르보이 스테페니[*] | 1958년 1월 25일                    | 20년 근속상. |                                                             |
|                            | 2급 무결복무포장 Медаль «За безупречную службу» второй степени 메달 자 베주프레츠누유 슬루즈부 브토로이 스테페니[*] | 1958년 1월 25일                    | 15년 근속상. |                                                             |
|                            | 3급 무결복무포장 Медаль «За безупречную службу» третьей степени 메달 자 베주프레츠누유 슬루즈부 트레테이 스테페니[*] | 1958년 1월 25일                    | 10년 근속상. |                                                             |
|                            | 소련군 노병포장 Медаль «Ветеран Вооружённых Сил СССР» 메달 베테란 보루존니흐 실 에스에스에스에르[*] | 1976년 5월 20일                    | 25년 근속상. | 880,000여인                                                 |
| 제2차 세계대전 방어전 포장 | |                                    | |                                                             |
|                            | 레닌그라드 방어전 포장 Медаль «За оборону Ленинграда» 메달 자 아보로누 레닌그라다[*] | 1942년 12월 22일                   | 1941년 9월 8일-1944년 1월 27일간의 레닌그라드 방어전에 참여한 모든 소련 군인 및 민간인에게 수여. | 1,496,000여인                                               |
|                            | 오데사 방어전 포장 Медаль «За оборону Одессы» 메달 자 오보로누 오데시[*] | 1942년 12월 22일                   | 1941년 8월 10일-동년 10월 16일간의 오데사 방어전에 참여한 모든 소련 군인 및 민간인에게 수여. | 38,000여인                                                  |
|                            | 세바스토폴 방어전 포장 Медаль «За оборону Севастополя» 메달 자 오보로누 세바스토폴랴[*] | 1942년 12월 22일                   | 1941년 11월 5일-1942년 7월 4일간의 세바스토폴 방어전에 참여한 모든 소련 군인 및 민간인에게 수여. | 52,540인                                                    |
|                            | 스탈린그라드 방어전 포장 Медаль «За оборону Сталинграда» 메달 자 오보로누 스탈린그라다[*] | 1942년 12월 22일                   | 1942년 7월 12일-동년 11월 19일간 스탈린그라드 방어전에 참여한 모든 소련 군인 및 민간인에게 수여. | 759,560인                                                   |
|                            | 모스크바 방어전 포장 Медаль «За оборону Москвы» 메달 자 오보로누 모스크비[*] | 1944년 5월 1일                     | 1941년 10월 19일-1942년 1월 25일간 모스크바 방어전에 참여한 모든 소련 군인 및 민간인에게 수여. | 1,028,600인                                                 |
|                            | 캅카스 방어전 포장 Медаль «За оборону Кавказа» 메달 자 오보로누 캅카자[*] | 1944년 5월 1일                     | 1942년 7월-1943년 10월 9일간 캅카스 지역 방어전에 참여한 모든 소련 군인 및 민간인에게 수여. | c. 870,000인                                                |
|                            | 소련령 북극권 방어전 포장 Медаль «За оборону Советского Заполярья» 메달 자 오보로누 소베츠코보 자폴리아리야[*] | 1944년 12월 5일                    | 1941년 6월 25일-1941년 9월 19일간 북극권 지역에서 방어전에 참여한 모든 소련 군인 및 민간인에게 수여. | 353,240인                                                   |
|                            | 키예프 방어전 포장 Медаль «За оборону Киева» 메달 자 오보로누 키예바[*] | 1961년 6월 21일                    | 1941년 7월 7일-동년 9월 26일간 키예프 방어전에 참여한 모든 소련 군인 및 민간인에게 수여. | 107,540인                                                   |
| 제2차 세계대전 공세전 포장 | |                                    | |                                                             |
|                            | 베를린 함락전 포장 Медаль «За взятие Берлина» 메달 자 브자티에 베를리나[*] | 1945년 6월 9일                     | 1945년 4월 22일-5월 2일간 베를린 공방전에 참여한 소련 군인들에게 수여. | 1,100,000여인                                               |
|                            | 부다페스트 함락전 포장 Медаль «За взятие Будапешта» 메달 자 브자티에 부다페슈타 | 1945년 6월 9일                     | 1944년 12월 20일-1945년 2월 15일간 부다페스트 공방전에 참여한 소련 군인들에게 수여. | 362,050인                                                   |
|                            | 쾨니히스베르크 함락전 포장 Медаль «За взятие Кенигсберга» 메달 자 브자티에 케니그스베르가[*] | 1945년 6월 9일                     | 1945년 1월 23일-4월 10일 쾨니히스베르크 공방전에 참여한 소련 군인들에게 수여. | 760,000여인                                                 |
|                            | 빈 함락전 포장 Медаль «За взятие Вены» 메달 자 브자티에 베니[*] | 1945년 6월 9일                     | 1945년 3월 16일-4월 13일 빈 공방전에 참여한 소련 군인들에게 수여. | 277,380인                                                   |
|                            | 프라하 해방전 포장 Медаль «За освобождение Праги» 메달 자 오스보보즈데니에 프라기[*] | 1945년 6월 9일                     | 1945년 5월 3일-5월 9일 프라하 공방전에 참여한 소련 군인들에게 수여. | 400,070인                                                   |
|                            | 바르샤바 해방전 포장 Медаль «За освобождение Варшавы» 메달 자 오스보보즈데니에 바르샤비[*] | 1945년 6월 9일                     | 1945년 1월 14일-1월 17일 바르샤바 공방전에 참여한 소련 군인들에게 수여. | 701,700인                                                   |
|                            | 베오그라드 해방전 포장 Медаль «За освобождение Белграда» 메달 자 오스보보즈데니에 벨그라다[*] | 1945년 6월 9일                     | 1955년 9월 29일-10월 22일 베오그라드 공방전에 참여한 소련 군인들에게 수여. | 70,000여인                                                  |
|                            | 1941년-1945년 대조국전쟁 대독승리포장 Медаль «За Победу над Германией в Великой Отечественной войне 1941-1945 гг.» 메달 자 포베두 나드 게르마니예이 브 벨리코이 오테체스트베노이 보이네 1941-1945 게게[*]                                                                                | 1945년 5월 9일                     | 대조국전쟁 당시 군사 3개월, 민사 6개월 이상 복무한 소련인에게 수여. 연합군에게도 일부 수여됨. | 14,933,000인                                                |
|                            | 대일승리포장 Медаль «За победу над Японией» 메달 자 포베두 나드 자포니예이[*] | 1945년 9월 30일                    | 1945년 8월 8일-8월 23일 사이 제1극동트랜스바이칼 전선군, 제2극동트랜스바이칼 전선군, 태평양 함대, 아무르 강 전단에서 복무한 소련 군인들에게 수여. | 1,831,000여인                                               |
| 민사포장                   | |                                    | |                                                             |
|                            | 노동용기포장 Медаль «За трудовую доблесть» 메달 자 트루도부유 도블레스트[*] | 1938년 12월 27일                   | 사회주의 사회 건설에 스스로를 영웅적으로 헌신했거나 기계나 설비에 대한 완벽한 이해를 갖추어 문화/과학/제조 분야에 유의미한 기여가 가능한 고효율성을 달성한 노동자에게 수여. | 1,825,100인                                                 |
|                            | 우수노동포장 Медаль «За трудовое отличие» 메달 자 트루도보에 오틀리치에[*] | 1938년 12월 27일                   | 높은 생산률을 나타내거나 또는 문화/과학/제조의 진전에 기여한 우수한 노동자에게 수여. | 2,146,400인                                                 |
|                            | 1941년–1945년 대조국전쟁 용맹노동포장 Медаль «За доблестный труд в Великой Отечественной войне 1941—1945 гг.» 메달 자 도블레스트니이 트루드 브 벨리코이 오테체스트베노이 보이네 1941-1945 게게[*]                                                                                        | 1945년 6월 6일                     | 대조국전쟁(독소전쟁) 당시 1년 이상 노동한 모든 소련 산업노동자들에게 수여. 상이군인, 전문학교 졸업생, 은퇴자들은 6개월 이상이 수여 기준. | 16,096,750인                                                |
|                            | 익사구조포장 Медаль «За спасение утопающих» 메달 자 스파세니에 우토파유시흐[*] | 1957년 2월 16일                    | 물에 빠진 사람 또는 사람들을 구조함에 있어 자기를 돌보지 않는 담대한 용기를 나타낸 모든 사람에게 수여된다. 외국인도 수훈 가능. 또는 세심하고 풍부한 예방작업으로 익사사고의 예방에 탁월한 기여를 한 이에게 수여한다. | 24,000여인                                                  |
|                            | 화재용기포장 Медаль «За отвагу на пожаре» 메달 자 오트바구 나 포자레[*] | 1957년 10월 30일                   | 화재를 진압하거나 화재로부터 생명이나 재산을 구해내거나 폭발 및 화재를 방지하는 데 용기와 담대함을 발휘한 모든 소련 시민에게 수여되었다. | 32,000여인                                                  |
|                            | 노동보훈포장 Медаль «Ветеран труда» 메달 베테란 트루다[*] | 1974년 1월 18일                    | 받을 만 한 노동자가 은퇴할 때 때 수여받았다. | 39,197,100여인                                              |
| 건설개발사업 포장          | |                                    | |                                                             |
|                            | 돈바스 탄광 복구포장 Медаль «За восстановление угольных шахт Донбасса» 메달 자 보스타노블레니에 우골니흐 샤흐트 돈바사[*] | 1947년 9월 10일                    | 돈바스 탄광 복구작업에서 탁월한 작업, 높은 생산성을 성취한 노동자, 사무원, 공학자, 사업전문가에게 수여. | 46,350인                                                    |
|                            | 남부흑색금속사업 복구포장 Медаль «За восстановление предприятий чёрной металлургии юга» 메달 자 보스스타노블레니에 프레드프리자티 체르노이 메탈루르기 유가[*] | 1948년 5월 18일                    | 대조국전쟁 당시 박살난 흑색금속사업장을 복구하는 작업에서 탁월한 일솜씨를 보여준 소련 노동자들에게 수여. 고로 13기, 평로 49기, 마무리 정제소 29개소, 코크스 오븐 전지 68기가 복구되는 탁월한 생산률을 나타냈다. | 68,710인                                                    |
|                            | 처녀지 개척포장 Медаль «За освоение целинных земель» 메달 자 오스보에니에 첼리니흐 제멜[*] | 1956년 10월 20일                   | 카자흐스탄, 시베리아, 우랄, 볼가, 북코카스서 일대의 미개척지 36,000,000 헥타르에서 1954년-56년간 만 2년동안 경작노동에 참여한 모든 소련 노동자들에게 수여. | 1,345,520인                                                 |
|                            | 바이칼-아무르 철도 부설포장 Медаль «За строительство Байкало-Амурской магистрали» 메달 자 스트로이텔스트보 바즈칼로-아무르스코즈 마기스트랄리[*] | 1976년 10월 8일                    | 바이칼-아무르 철도(BAM) 부설 과정인 1974년-1984년 사이에 2년 이상 탁월한 솜씨를 발휘한 노동자들에게 수여. | 171,030인                                                   |
|                            | RSFSR 비흑토지대 개간포장 Медаль «За преобразование Нечерноземья РСФСР» 메달 자 프레오브라조바니에 네체르노젬랴 자 에르에스에프에스에르[*] | 1977년 9월 30일                    | 소련에서의 농업노동에 3년 근속한 이에게 수여. | 25,000여인                                                  |
|                            | 서시베리아 심층토 출탕 및 석유화학단지 확장포장 Медаль «За освоение недр и развитие нефтегазового комплекса Западной Сибири» 메달 자 오스보에니에 네드르 이 라즈비티에 네프테가조보보 콤플렉사 자파드노이 시비리[*]                                                                      | 1978년 7월 28일                    | 서시베리아 석유화학단지에서 3년 근속한 이에게 수여. | 38,000여인                                                  |
| 모성포장                   | |                                    | |                                                             |
|                            | 1급 모성포장 Медаль Материнства I степени 메달 마테린스트바 페르보이 스테페니[*] | 1944년 7월 8일                     | 아이 6명을 낳고 길러낸 모든 어머니에게 수여. 6째 아이의 첫 번째 생일날 수여되었다. 이때 다른 다섯 아이들(친자식도 되고 입양아도 됨)은 생존 중이어야 한다. 아이가 영웅적인 이유로 희생되었을 경우에도 살아 있는 것으로 쳐 준다. | 4,000,000여명                                               |
|                            | 2급 모성포장 Медаль Материнства II степени 메달 마테린스트바 브토로이 스테페니[*] | 1944년 7월 8일                     | 아이 5명을 낳고 길러낸 모든 어머니에게 수여. 5째 아이의 첫 번째 생일날 수여되었다. 이때 다른 네 아이들(친자식도 되고 입양아도 됨)은 생존 중이어야 한다. 아이가 영웅적인 이유로 희생되었을 경우에도 살아 있는 것으로 쳐 준다. | 8,000,000여명                                               |
| 기념장                     | |                                    | |                                                             |
| 창군 주기 기념장           | |                                    | |                                                             |
|                            | 노동자 농민의 붉은 군대 창군 XX주년 기장 Юбилейная медаль «XX лет Рабоче-Крестьянской Красной Армии» 유빌레이나야 메달 XX 레트 라보체 크레스티얀스코이 크라스노이 아르미[*] | 1938년 1월 24일                    | 20년 근속한 모든 소련 육해군 지휘관들 및 러시아 내전 시기에 적기훈장을 받은 이들 모두에게 수여. | 37,504인                                                    |
|                            | 소비에트 육해군 창군 30주년 기장 Юбилейная медаль «30 лет Советской Армии и Флота» 유빌레이나야 메달 30 레트 소베츠코이 아르미 이 플로타[*] | 1948년 2월 22일                    | 1948년 2월 23일 당시 소련군에 복무하고 있던 모든 이에게 수여. | 3,710,920인                                                 |
|                            | 소련군 창군 40주년 기장 Юбилейная медаль «40 лет Вооружённых Сил СССР» 유빌레이나야 메달 40 레트 보루존니흐 실 에스에스에스에르[*] | 1957년 12월 18일                   | 1958년 2월 23일 당시 소련군에 복무하고 있던 모든 이에게 수여. | 820,080인                                                   |
|                            | 소련군 창군 50주년 기장 Юбилейная медаль «50 лет Вооружённых Сил СССР» 유빌레이나야 메달 50 레트 보루존니흐 실 에스에스에스에르[*] | 1967년 12월 26일                   | 수여 대상: - 소련군 및 소련 국가안보기관에 복무 중인 모든 원수, 장성, 장교, 사관후보, 자원입대자. - 제복군인으로 20년 이상 복무하고 예비역이나 퇴역으로 예편한 모든 이 - 소비에트 연방영웅을 수훈했거나, 영광훈장 1등급을 수훈한 모든 이 - 내전과 제2차 세계 대전 당시의 유격대원을 포함한 모든 재향전투원 - 근속연수에 상관없이 개인적 무공으로 훈장이나 포장을 수훈받은 모든 이.                             | 9,527,270인                                                 |
|                            | 소련군 창군 60주년 기장 Юбилейная медаль «60 лет Вооружённых Сил СССР» 유빌레이나야 메달 60 레트 보루존니흐 실 에스에스에스에르[*] | 1978년 1월 28일                    | 수여 대상: - 소련군 및 소련 국가안보기관에 복무 중인 모든 원수, 장성, 장교, 사관후보, 자원입대자. - 제복군인으로 20년 이상 복무하고 예비역이나 퇴역으로 예편한 모든 이 - 소비에트 연방영웅을 수훈했거나, 영광훈장 1등급을 수훈한 모든 이 - 내전과 제2차 세계 대전 당시의 유격대원을 포함한 모든 재향전투원 - 근속연수에 상관없이 개인적 무공으로 훈장이나 포장을 수훈받은 모든 이.                             | 10,723,340인                                                |
|                            | 소련군 창군 70주년 기장 Юбилейная медаль «70 лет Вооружённых Сил СССР» 유빌레이나야 메달 60 레트 보루존니흐 실 에스에스에스에르[*] | 1988년 1월 28일                    | 수여 대상: - 소련군 및 소련 국가안보기관에 복무 중인 모든 원수, 장성, 장교, 사관후보, 자원입대자. - 제복군인으로 20년 이상 복무하고 예비역이나 퇴역으로 예편한 모든 이 - 소비에트 연방영웅을 수훈했거나, 영광훈장 1등급을 수훈한 모든 이 - 내전과 제2차 세계 대전 당시의 유격대원을 포함한 모든 재향전투원 - 근속연수에 상관없이 개인적 무공으로 훈장이나 포장을 수훈받은 모든 이.                             | 9,842,160인                                                 |
| 제2차 세계대전 주기 기념장 | |                                    | |                                                             |
|                            | 1941년-1945년 대조국전쟁 승전 20주년 기장 Юбилейная медаль «Двадцать лет Победы в Великой Отечественной войне 1941—1945 гг.» 유빌레이나야 메달 드바드차트 레트 포베디 브 벨리코이 오테체스트벤노이 보이네 1941-1945 게게[*]                                                              | 1965년 5월 7일                     | 생존 중인 대조국전쟁 참전용사 및 현역 소련 복무자 전원에게 수여. | 16,399,550인                                                |
|                            | 1941년-1945년 대조국전쟁 승전 30주년 기장 Юбилейная медаль «Тридцать лет Победы в Великой Отечественной войне 1941—1945 гг.» 유빌레이나야 메달 트리드차트 레트 포베디 브 벨리코이 오테체스트벤노이 보이네 1941-1945 게게[*]                                                              | 1975년 4월 25일                    | 생존 중인 대조국전쟁 참전용사 전원에게 수여. | 14,259,560인                                                |
|                            | 1941년-1945년 대조국전쟁 승전 40주년 기장 Юбилейная медаль «Сорок лет Победы в Великой Отечественной войне 1941—1945 гг.» 유빌레이나야 메달 소로크 레트 포베디 브 벨리코이 오테체스트벤노이 보이네 1941-1945 게게[*]                                                                     | 1985년 4월 12일                    | 생존 중인 대조국전쟁 참전용사 전원에게 수여. | 11,268,980인                                                |
| 기타 기념장                | |                                    | |                                                             |
|                            | 모스크바 800주년 기장 Медаль «В память 800-летия Москвы» 메달 브 파먀트 800 레티야 모스크비[*] | 1947년 9월 20일                    | 모스크바 재건에 참여한 모든 시민에게 수여. 모스크바 시민권을 5년 이상 유지한 이에게도 수여. 또한 모스크바 방어전 포장 수훈자 중 그때까지 생존자 전원에게 수여. | 1,730,000여인                                               |
|                            | 레닌그라드 250주년 기장 Медаль «В память 250-летия Ленинграда» 메달 브 파먀트 250 레티야 레닌그라다[*] | 1957년 5월 16일                    | 레닌그라드 재건에 참여한 모든 시민에게 수여. 레닌그라드 시민권을 5년 이상 유지한 이에게도 수여. 또한 레닌그라드 방어전 포장 수훈자 중 그때까지 생존자 전원에게 수여. | 1,440,000여인                                               |
|                            | 키예프 1500주년 기장 Медаль «В память 1500-летия Киева» 메달 브 파먀트 1500 레티야 키에바[*] | 1982년 5월 10일                    | 키예프에 10년 이상 살면서 키예프의 경제적, 사회적, 문화적 발전에 기여한 시민들에게 수여. 또한 키예프 방어전 포장 수훈자 중 그때까지 생존자 전원에게 수여. | 780,180인                                                   |
|                            | 소비에트 경찰 창경 50주년 기장 Юбилейная медаль «50 лет советской милиции» 유빌레이나야 메달 50 레트 소베츠코이 밀리치[*] | 1967년 11월 21일                   | 1967년 11월 21일 현역 경찰로 복무중인 모든 이, 그리고 25년 이상 경찰에 근속하고 퇴직한 모든 이에게 수여. | 409,150인                                                   |
|                            | 블라디미르 일리치 레닌 탄신 100주년 기념 용맹노동기장 Юбилейная медаль «За доблестный труд в ознаменование 100-летия со дня рождения Владимира Ильича Ленина» 유빌레이나야 메달 자 도블레스트니이 트루드 브 오즈나메노바니에 100 레티야 소 드냐 로즈데니야 블라디미라 일리차 레니나[*]   | 1969년 11월 5일                    | 레닌 탄신일 기념을 준비함에 있어 타의 모범이 되는 솜씨를 발휘한 고숙련 노동자, 농민, 국가경제전문가, 공무원, 과학자, 문화인물에게 수여. 소비에트가 권력을 장악하는 과정, 국토를 수호하는 과정에 능동적으로 참여한 이, 또는 소련에 사회주의를 건설하는 데 심대하게 기여한 이, 젊은 세대의 교육에 귀감이 됨으로써 당을 도운 이 등이 수여대상.                                                                    | 9,000,000인                                                 |
|                            | 블라디미르 일리치 레닌 탄신 100주년 기념 군사용맹기장 Юбилейная медаль «За воинскую доблесть в ознаменование 100-летия со дня рождения Владимира Ильича Ленина» 유빌레이나야 메달 자 보인스쿠유 도블레스트 브 오즈나메노바니에 100 레티야 소 드냐 로즈데니야 블라디미라 일리차 레니나[*] | 1969년 11월 5일                    | 소련 육군 병사, 소련 해군 수병, 내무군 부대원, 국가보안위원회 기관원들이 수훈 대상. 전투 및 정치 훈련에서 탁월한 성과를 보이고, 레닌 탄신일 기념에 대비하여 관리와 준비를 철저히 한 이들에게 수여. | 2,000,000인                                                 |
|                            | 블라디미르 일리치 레닌 탄신 100주년 기장 Юбилейная медаль «В ознаменование 100-летия со дня рождения Владимира Ильича Ленина» 유빌레이나야 메달 브 오즈나메노바니에 100 레티자 소 드냐 로즈데니야 블라디미라 일리차 레니나[*]                                                            | 1969년 11월 5일                    | 국제공산당의 외국인 지도자들을 비롯해 해외의 노동운동 등 진보적 운동가들에게 수여. | 5000인                                                      |